# ジャンヌ・ド・ブロワ＝シャティヨン
ジャンヌ・ド・ブロワ＝シャティヨン（フランス語：Joan of Blois-Chatillon, 1253年ごろ - 1291年1月19/29日）は、ブロワ女伯（在位：1280年 - 1291年）、アヴェーヌ女領主。

## 生涯
ジャンヌはブロワ伯ジャン1世とアリックス・ド・ブルターニュの娘である。
ジャンヌは父の存命中に父よりシャルトル伯領を与えられた。のち1286年にジャンヌはこの伯領をフランス王フィリップ4世に売却した。また、ジャンヌはダヴェーヌを生前に従兄弟ユーグ2世に譲り、1291年にジャンヌが死去した後、ジャンヌの保持していた他の地位もユーグ2世のものとなった。
1263年に、フランス王ルイ9世の王子アランソン伯ピエール1世と婚約し、1272年に結婚した。2人の息子が生まれたが、どちらも早世した。
- ルイ（1276年 - 1277年）
- フィリップ（1278年 - 1279年）[2]

ジャンヌは1291年に死去したが、生存している子供はいなかった。ジャンヌはブロワ伯およびその他の地位を従兄弟ユーグ2世に遺した。